# 同形形質

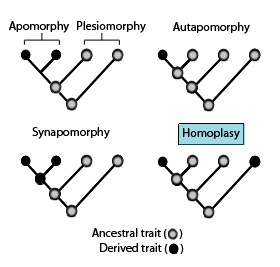
同形形質は共通祖先の子孫により最節約的に説明されない類似する形質である

同形形質（どうけいけいしつ、英：Homoplasy）は、生物学や系統学において、2つ以上の分類群の持つ形質が相同でない状態。共通祖先により最節約的に説明される相同形質とは異なり、それぞれの分類群が進化の過程で独自に獲得あるは喪失した形質の関係である。同形形質は適応的な種に影響する選択圧と遺伝的浮動の効果の両方で生じる。
同形形質は形態学的形質の類似性と見なされることが多いが、遺伝子配列の類似性、生活環のタイプ、行動学的特徴など他の特徴にも適用できる。

## 原因

### 平行進化と収斂進化
異なる種が独立して類似した形質を進化・獲得した場合、平行進化と収斂進化は同形形質をもたらす。類似した形質が同等の発生メカニズムによって獲得される場合、この過程は平行進化と呼ばれる。類似した形質が異なる発生メカニズムによって生じる場合、この過程は収斂進化と呼ばれる。これらのタイプの同形形質は、異なる系統が同等の生態的地位を占めて同様の適応をしたに発生する可能性がある。例として、フクロモグラとモグラとサバクキンモグラがある。これらは地理的にも系統的にも異なる哺乳類であるが、地下の生態系地位に適合した、非常に似通った形質（円錐形の頭部や平らな前頭部の爪など）をそれぞれ独立して進化させている。

### 形質の逆転
対称的に、形質の逆転は既に獲得された形質の喪失を通して同形形質をもたらす。この過程は、環境の変化により、ある種の獲得した形質が意味をなさなくなったり、あるいはコストがかかるようになったりしたことに起因する。これは、地中や洞窟に生息する生物では視力の喪失、洞窟に生息する生物の色素の喪失、ヘビやアシナシトカゲ科の四肢の喪失などで観測される。

## 同形形質と相同形質の区別
同形形質のうち、特に近縁な分類群で生じる同形形質は、系統推定を困難なものにする。系統推定に用いられる最大節約法や最尤法は、分子系統解析における多重置換を過小評価する傾向にあり、ある特定の塩基やアミノ酸が二回以上変異した場合にそれを検知できないことがある。これは最大節約法において顕著で、この手法では多重置換が全く考慮されていない。このため、同形形質により誤った類縁関係が推定されてしまうことも多い。
クラディスティックな解釈によれば、ある形質の分布が、好ましい系統仮説に基づいて共通祖先の形質で説明できない場合、すなわち問題となっている形質が系統樹上の複数のポイントで生じる（または消える）場合に、同形形質を確認できる。
DNA配列の場合、配列が長大であるため同形形質は多く見られる。観察された同形形質は単にランダムなヌクレオチド置換が時間をかけて蓄積された結果である可能性があり、適応主義的な進化論的説明を必要としない可能性もある。

## 進化の偶発性
スティーヴン・ジェイ・グールドは著書『ワンダフル・ライフ : バージェス頁岩と生物進化の物語』にて、歴史上のどの時点に戻って進化の過程を繰り返しても、同じ結果に至ることはないと主張した。一部の生物学者は、同形形質の存在をグールドの見解に対する反証と見なしている。Powell & Mariscal (2015) は、この見解の相違が曖昧な表現に起因すると主張し、偶発性の理論も同形形質の発生の理論も同時に真となりうると述べた。